# Perálec
Perálec je obec v okrese Chrudim v Pardubickém kraji. Žije zde 257 obyvatel.

## Historie
První písemná zmínka o obci pochází z roku 1349.

## Obyvatelstvo
| Rok            | 1869 | 1880 | 1890 | 1900 | 1910 | 1921 | 1930 | 1950 | 1961 | 1970 | 1980 | 1991 | 2001 | 2011 | 2021 |
| -------------- | ---- | ---- | ---- | ---- | ---- | ---- | ---- | ---- | ---- | ---- | ---- | ---- | ---- | ---- | ---- |
| Počet obyvatel | 496  | 543  | 513  | 512  | 522  | 481  | 460  | 365  | 342  | 317  | 267  | 247  | 251  | 234  | 240  |
| Počet domů     | 87   | 92   | 95   | 90   | 91   | 90   | 91   | 95   | 87   | 82   | 78   | 101  | 110  | 110  | 113  |

## Obecní správa

### Části obce
- Perálec
- Kutřín

### Obecní symboly
Znak a vlajka byly obci uděleny rozhodnutím předsedy Poslanecké sněmovny Parlamentu České republiky dne 15. listopadu 2005.

## Pamětihodnosti
- Kostel svatého Jana Křtitele, gotický s původně románskou věží, barokně upravenou

## Galerie

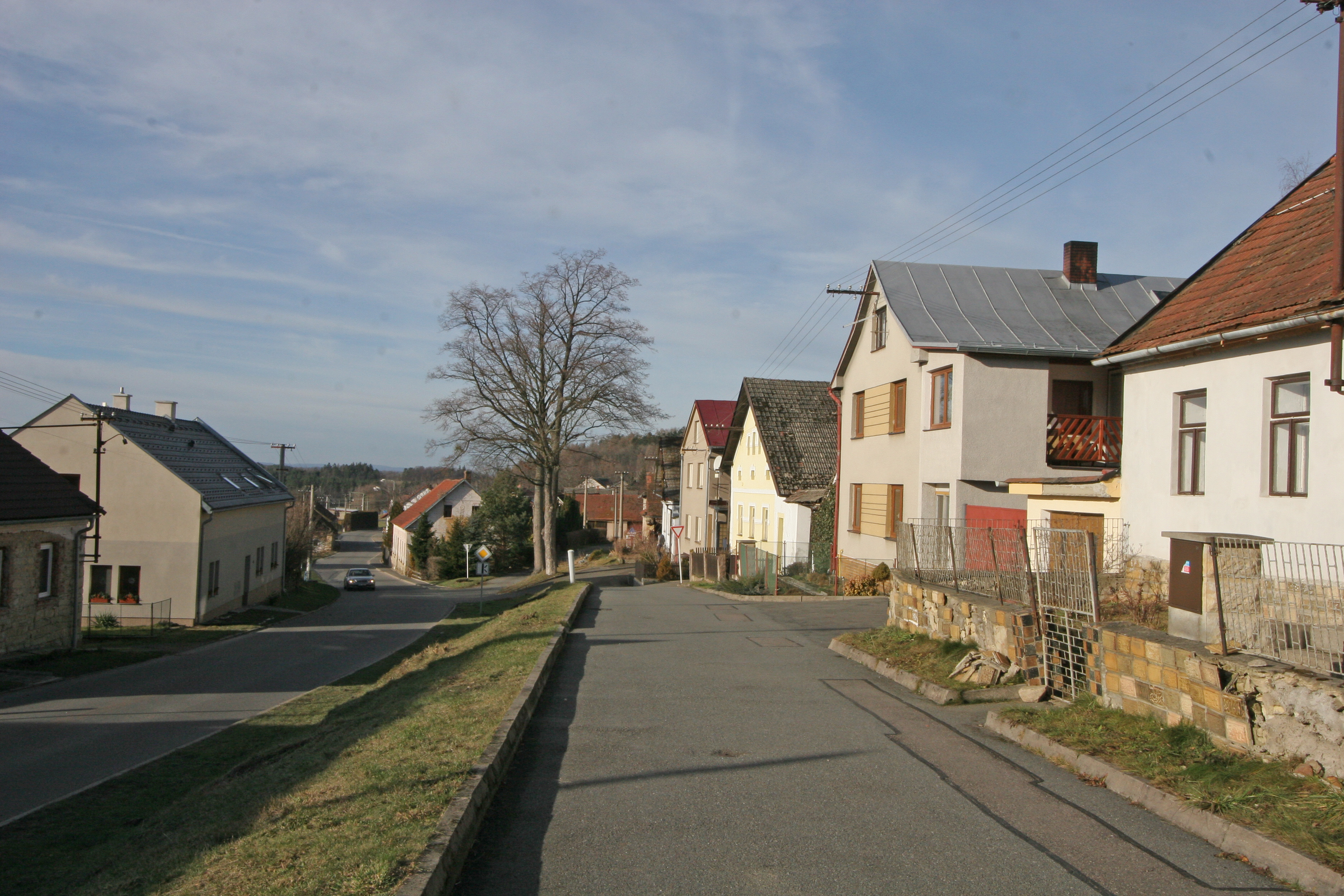
Domy
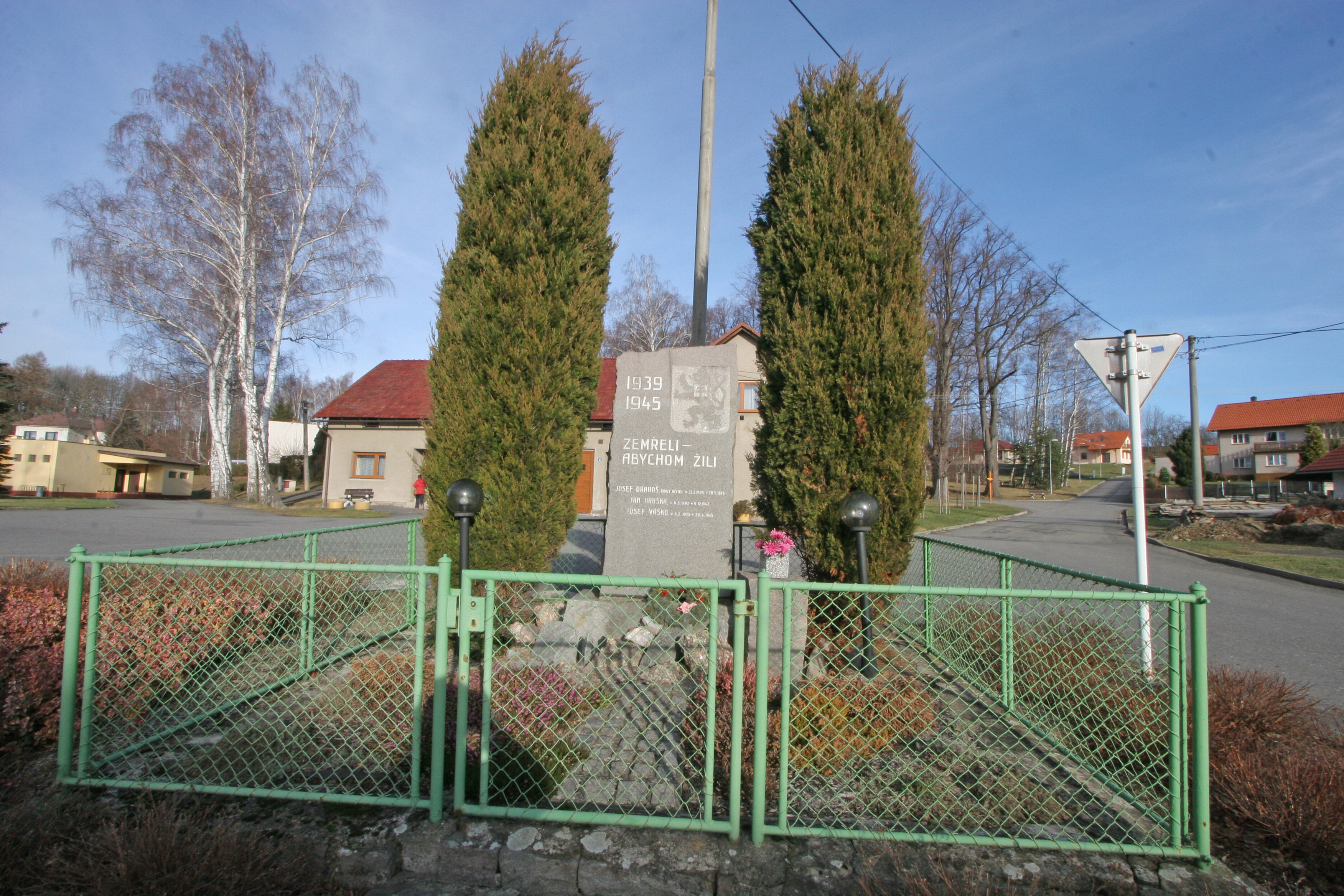
Pomník
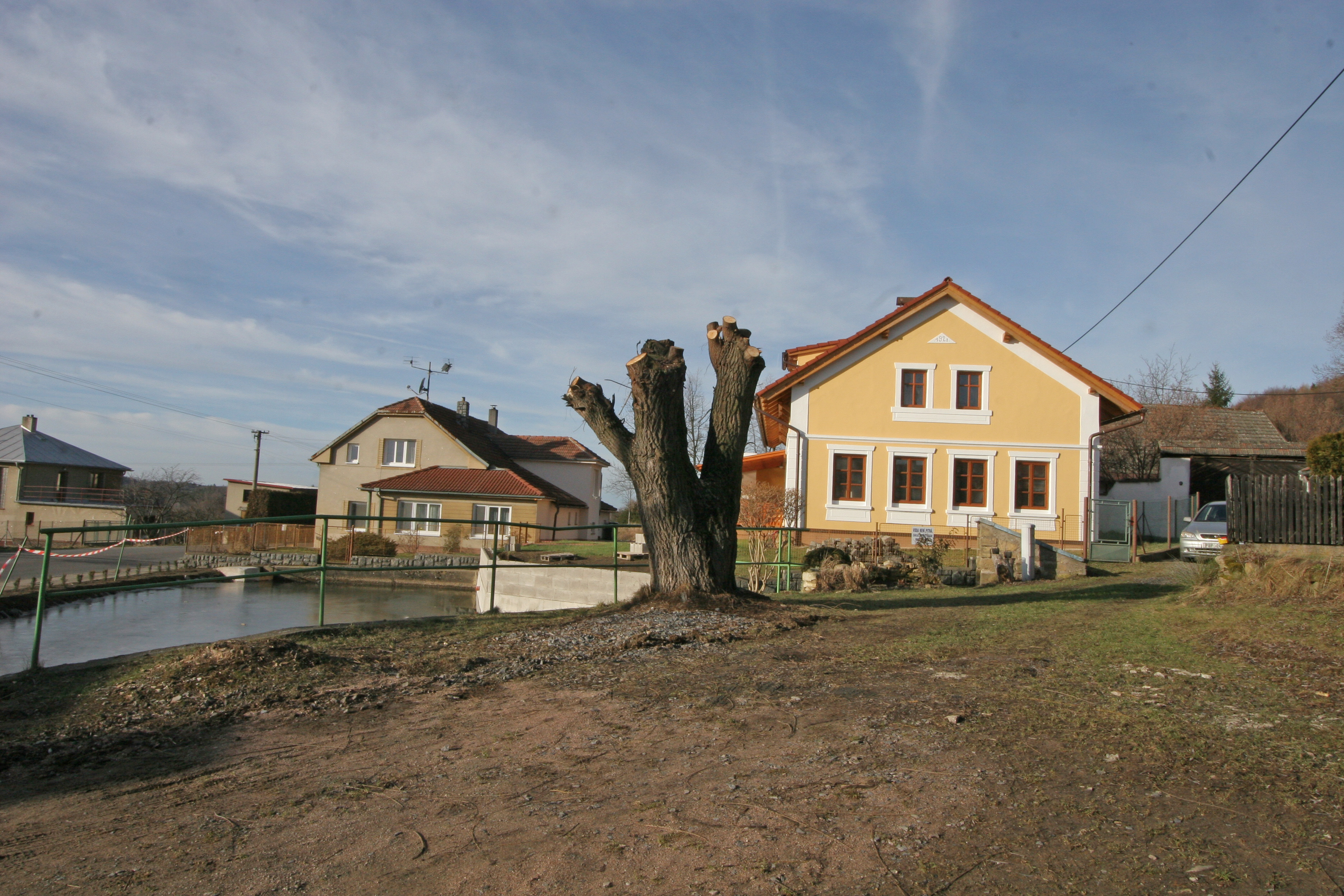
Nádrž